# Staurastrum fissum
Staurastrum fissum là một loài Song tinh tảo trong họ Desmidiaceae, thuộc chi Staurastrum.